# Echinococcus granulosus
Echinococcus granulosus este un vierme parazit lat din clasa cestodelor. Corpul viermelui este de 3 – 6 mm lungime, alcătuit din scolex cu 4 ventuze, un rostrum cu 36 - 40 cârlige și 3 - 4 proglote, dintre care ultima conține 400 - 800 de ovule. Prezent la câine, lup, vulpe etc. și provoacă hidatidoză, echinococoză accidental la om.

## Ciclul vital
Ouăle sunt eliminate din corpul gazdei împreună cu excrementele. În mediul exterior sunt preluate de gazdele intermediare 
(erbivore, om), în intestinul cărora se dezvoltă forma larvară și, prin sânge, ajunge în diverse organe (ficat, plămâni, etc), unde formează chistul hidatic. Gazda finală se infectează prin consumul de animale bolnave sau moarte care sunt parazitate de specia dată de echinococ.
Echinococoza chistică la om produsă de forma larvară a teniei Echinococcus granulosus, este caracterizată printr-o 
creștere lentă și formarea leziuni chistice pline cu lichid (chist hidatic). Simptomele sunt: dureri în regiunea localizării echinocolului, nevrite, atrofii, tusă ș.a.

## Legături extern
- Parazitii intestinali la caine - Echinococcus granulosus[nefuncțională – arhivă]
, zooloand.ro. Accesat 24 septembrie 2012.
- Echinococcus granulosus, sfatulmedicului.ro. Accesat 24 septembrie 2012.